# Paris-Delhi-Bombay...
Paris-Delhi-Bombay... est une exposition qui s'est déroulée du 25 mai au 19 septembre 2011 au centre Georges-Pompidou à Paris. Une cinquantaine d'artistes français et indiens ont été invités à participer à ce projet. 
Cette exposition dépeignait le visage de l'Inde contemporaine par le croisement des regards entre les artistes français et indiens. Cette exposition a été imaginée dans la lignée des expositions Paris-... : Paris-New York en 1977, Paris-Berlin en 1978 et Paris-Moscou en 1979.
L'exposition était organisée autour de six grands thèmes qui sont : l'artisanat, l'identité, le foyer, la religion, l'urbanisme/environnement et la politique.

## Historique
Les commissaires Sophie Duplaix, conservatrice en chef des Collections contemporaines du musée national d'Art moderne, et Fabrice Bousteau, directeur de Beaux Arts magazine et spécialiste de l'art contemporain indien, ont mis près de 3 ans à préparer l'exposition Paris-Delhi-Bombay..., souhaitant montrer une image de la société indienne à travers les regards croisés d'artistes indiens et d'artistes français qu'ils ont invité à faire un voyage en Inde afin de créer des œuvres inédites pour l'exposition. Parmi ces artistes français, certains connaissaient déjà l'Inde, comme Pierre et Gilles, d'autres ont profité du voyage pour faire des reportages vidéos ou photos comme Kader Attia et enfin certains ont refusé l'invitation pour se concentrer sur le représentation de leur imaginaire comme Jean-Luc Moulène.

## Scénographie
La scénographie intervient dès le forum où les 3 ascenseurs sont recouverts d'une photographie de l'artiste JR représentant une femme portant un tilak, symbole de la connaissance.
Elle se poursuit dans les escalators grâce à une installation sonore du collectif Soundwalk, qui diffuse des sons inspirés des chants tantriques.
Le parcours de l'exposition se construit autour d'une salle circulaire, selon la figure du yantra, au centre de laquelle se trouve l'œuvre de Ravinder Reddy, Tara, une tête géante de femme reprenant le style des icônes indiennes. Cette salle centrale présente de nombreux documents, photos, textes, dessins, reportages télévisés qui illustre l'Inde d'aujourd'hui et les événements qui l'ont structuré depuis son indépendance en 1947 selon 6 grands thèmes : l'artisanat, l'identité, le foyer, la religion, l'urbanisme/environnement et la politique.
Tout autour de cette salle sont agencées de nombreuses pièces où se côtoient les œuvres des artistes français et indiens.

## Artistes[2]
- Ayisha Abraham
- Kader Attia
- Sarnath Banerjee
- Gilles Barbier
- Atul Bhalla
- Alain Bublex
- Stéphane Calais
- Krishnaraj Chonat
- Nikhil Chopra (en)
- Alain Declercq
- Atul Dodiya
- Anita Dube (en)
- Leandro Erlich
- Cyprien Gaillard
- Sunil Gawde
- Sheela Gowda
- Loris Gréaud
- Sakshi Gupta
- Shilpa Gupta
- Subodh Gupta
- Sunil Gupta
- N. S. Harsha (en)
- Camille Henrot
- Fabrice Hyber
- Jitish Kallat (en)
- Amar Kanwar
- Bharti Kher
- Sonia Khurana (en)
- Riyas Komu (en)
- Nalini Malani
- Jean-Luc Moulène
- ORLAN
- Jean-Michel Othoniel
- Gyan Panchal
- Pierre & Gilles
- Pushpamala N.
- Philippe Ramette
- Raqs Media Collective
- Ravinder Reddy
- Tejal Shah
- Sudarshan Shetty (en)
- Dayanita Singh
- Kiran Subbaiah
- Vivan Sundaram (en)
- Thukral & Tagra (en)
- Hema Upadhyay (en)
- Soundwalk

## Critiques
Avec 306 250 visiteurs, l'exposition Paris-Delhi-Bombay... est la septième exposition la plus visitée à Paris lors de l'année 2011.  
Parmi les principales critiques citées dans la presse, on retrouve le retard du centre Pompidou à s'intéresser à l'Inde si on le compare à L'Indian Summer organisé en 2003 à l'École nationale supérieure des beaux-arts, les manifestations Bombaysers de Lille de 2008 dans le cadre de Lille 3000 et l'exposition Indian Highway IV ouverte plus tôt dans l'année 2011 au Musée d'art contemporain de Lyon. Il est aussi reproché au Centre Pompidou la façon de procéder au choix des 17 artistes français qui ont été désignés pour cette exposition.